# ASEAN Cup 2024
L'ASEAN Cup 2024, nota come ASEAN Mitsubishi Electric Cup per motivi di sponsorizzazione, è stata la quindicesima edizione del torneo riservato alle nazionali del Sud-Est asiatico, la prima in seguito al rebranding della competizione da AFF Cup.
Il torneo avrebbe dovuto svolgersi dal 23 novembre al 21 dicembre; tuttavia la AFF ha deciso di posticiparlo per evitare conflitti con i calendari delle squadre di club, con il torneo che si è disputato dall'8 dicembre al 5 gennaio successivo.
La Thailandia era la squadra campione in carica, mentre il titolo è stato vinto dal Vietnam, alla sua terza vittoria nella competizione.

## Formato
La competizione segue lo stesso formato adottato nelle edizioni 2018 e 2022, con le prime nove squadre con il miglior punteggio nel ranking FIFA qualificate direttamente alla competizione, mentre decima e undicesima giocano uno spareggio con gare di andata e ritorno. Le 10 squadre qualificate sono divise in due gironi, ognuno da 5 squadre, che giocano con gare di sola andata, con le prime due dei gironi che si qualificano per le semifinali.

## Squadre qualificate
Nove squadre ottengono automaticamente la qualificazione, divise in fasce in base alle loro prestazioni nelle precedenti due edizioni. Brunei e Timor Est, le due squadre con il peggior punteggio, giocheranno uno spareggio con gare di andata e ritorno per decretare la decima e ultima qualificata.
L'Australia, membro dell'AFF dal 2013, non partecipa alla competizione.
| Squadra    | Partecipazioni                                                                          |
| ---------- | --------------------------------------------------------------------------------------- |
| Birmania   | 15 (1996, 1998, 2000, 2002, 2004, 2007, 2008, 2010, 2012, 2014, 2016, 2018, 2020, 2022) |
| Cambogia   | 10 (1996, 2000, 2002, 2004, 2008, 2016, 2018, 2020, 2022)                               |
| Filippine  | 14 (1996, 1998, 2000, 2002, 2004, 2007, 2010, 2012, 2014, 2016, 2018, 2020, 2022)       |
| Indonesia  | 15 (1996, 1998, 2000, 2002, 2004, 2007, 2008, 2010, 2012, 2014, 2016, 2018, 2020, 2022) |
| Laos       | 14 (1996, 1998, 2000, 2002, 2004, 2007, 2008, 2010, 2012, 2014, 2018, 2020, 2022)       |
| Malaysia   | 15 (1996, 1998, 2000, 2002, 2004, 2007, 2008, 2010, 2012, 2014, 2016, 2018, 2020, 2022) |
| Singapore  | 15 (1996, 1998, 2000, 2002, 2004, 2007, 2008, 2010, 2012, 2014, 2016, 2018, 2020, 2022) |
| Thailandia | 15 (1996, 1998, 2000, 2002, 2004, 2007, 2008, 2010, 2012, 2014, 2016, 2018, 2020, 2022) |
| Vietnam    | 15 (1996, 1998, 2000, 2002, 2004, 2007, 2008, 2010, 2012, 2014, 2016, 2018, 2020, 2022) |
| Timor Est  | 4 (2004, 2018, 2020)                                                                    |

Nota bene: nella sezione "partecipazioni precedenti al torneo" le date in grassetto indicano la squadra che ha vinto quell'edizione del torneo

## Stadi
| Kuala Lumpur                 | Giacarta                      | Phnom Penh                     | Kallang                       | Bangkok            |
| ---------------------------- | ----------------------------- | ------------------------------ | ----------------------------- | ------------------ |
| Bukit Jalil National Stadium | Jakarta International Stadium | Morodok Techo National Stadium | Stadio nazionale di Singapore | Stadio Rajamangala |
| Capienza: 87500              | Capienza: 82000               | Capienza: 60000                | Capienza: 55000               | Capienza: 51560    |
| Yangon                       | Hanoi                         | Vientiane                      | Bocaue                        |                    |
| Thuwunna Stadium             | Mỹ Đình National Stadium      | New Laos National Stadium      | Philippine Sports Stadium     |                    |
| Capienza: 50000              | Capienza: 40200               | Capienza: 25000                | Capienza: 20000               |                    |

## Sorteggio
Il sorteggio si è tenuto il 21 maggio 2024 ad Hanoi, in Vietnam. Le squadre sono state suddivise in 5 fasce in base alle loro prestazioni nelle due edizioni precedenti. Al momento del sorteggio l'identità della decima squadra qualificata non era nota ed è stata automaticamente assegnata alla quinta fascia.
| Fascia 1   | Fascia 2  | Fascia 3  | Fascia 4 | Fascia 5                |
| ---------- | --------- | --------- | -------- | ----------------------- |
| Thailandia | Indonesia | Singapore | Cambogia | Laos                    |
| Vietnam    | Malaysia  | Filippine | Birmania | Vincente qualificazioni |

## Qualificazioni
Nel turno di qualificazione Brunei e Timor Est giocano un turno con gare di andata e ritorno per il decimo e ultimo posto nella competizione.
| Arbitro: | Thoriq Alkatiri |

|  |           |                  |
|  | Marcatori | 47’ Gali Freitas |

| Chonburi 15 ottobre 2024, ore 19:30 UTC+7 | Timor Est       | 0 – 0 | Brunei | Chonburi Stadium\| Arbitro: \| Torpong Somsing \| |
| Arbitro:                                  | Torpong Somsing |       |        |                                                   |

## Fase a gironi

### Gruppo A

#### Classifica
| Pos. | Squadra    | Pt | G | V | N | P | GF | GS | DR  |
| ---- | ---------- | -- | - | - | - | - | -- | -- | --- |
| 1.   | Thailandia | 12 | 4 | 4 | 0 | 0 | 18 | 4  | +14 |
| 2.   | Singapore  | 7  | 4 | 2 | 1 | 1 | 7  | 5  | +2  |
| 3.   | Malaysia   | 5  | 4 | 1 | 2 | 1 | 5  | 5  | 0   |
| 4.   | Cambogia   | 4  | 4 | 1 | 1 | 2 | 7  | 8  | -1  |
| 5.   | Timor Est  | 0  | 4 | 0 | 0 | 4 | 3  | 18 | -15 |

### Gruppo B

#### Classifica
| Pos. | Squadra   | Pt | G | V | N | P | GF | GS | DR |
| ---- | --------- | -- | - | - | - | - | -- | -- | -- |
| 1.   | Vietnam   | 10 | 4 | 3 | 1 | 0 | 11 | 2  | +9 |
| 2.   | Filippine | 6  | 4 | 1 | 3 | 0 | 4  | 3  | +1 |
| 3.   | Indonesia | 4  | 4 | 1 | 1 | 2 | 4  | 5  | -1 |
| 4.   | Birmania  | 4  | 4 | 1 | 1 | 2 | 4  | 9  | -5 |
| 5.   | Laos      | 2  | 4 | 0 | 2 | 2 | 7  | 11 | -4 |

## Fase a eliminazione diretta

### Tabellone
|  | Semifinali | Semifinali       | Semifinali | Semifinali | Semifinali |  |  | Finale     | Finale     | Finale | Finale | Finale |  |
|  |            |                  |            |            |            |  |  |            |            |        |        |        |  |
|  | A2         | Singapore        | 0          | 1          | 1          |  |  |            |            |        |        |        |  |
|  | B1         | Vietnam          | 2          | 3          | 5          |  |  | Vietnam    | Vietnam    | 2      | 3      | 5      |  |
|  | B2         | Filippine        | 2          | 1          | 3          |  |  | Thailandia | Thailandia | 1      | 2      | 3      |  |
|  | A1         | Thailandia (dts) | 1          | 3          | 4          |  |  |            |            |        |        |        |  |

### Semifinali

#### Andata
| Arbitro: | Kim Woo-sung |

|  |           |                                         |
|  | Marcatori | 90+11’ (rig.) Tiến Linh 90+14’ Xuân Son |

| Arbitro: | Kim Dae-yong |

|                         |           |              |
| Reyes 21’ Linares 90+5’ | Marcatori | 45’ Suphanan |

#### Ritorno
| Arbitro: | Rustam Lutfullin |

|                                              |           |              |
| Xuân Son 45+1’ (rig.) Tiến Linh 90+3’ (rig.) | Marcatori | 74’ Nakamura |

| Arbitro: | Kimura Hiroyuki |

|                                           |           |                |
| Peeradol 37’ Gustavsson 54’ Suphanat 116’ | Marcatori | 84’ Kristensen |

### Finale

#### Andata
| Arbitro: | Salman Ahmad Falahi |

|                   |           |            |
| Xuân Son 59’, 73’ | Marcatori | 83’ Aukkee |

#### Ritorno
| Arbitro: | Ko Hyung-jin |

|                        |           |                                                          |
| Davis 28’ Supachok 64’ | Marcatori | 8’ Phạm Tuấn Hải 82’ (aut.) Pansa 90+20’ Nguyễn Hai Long |